# Rod Taylor
Rod Taylor (n. 11 ianuarie 1930 - d. 7 ianuarie 2015) a fost un actor australian de film și televiziune. A jucat în peste 50 de filme, și a deținut rolul principal în Mașina timpului (1960), Seven Seas to Calais, Păsările (1963), Duminică la New York (1963), Young Cassidy, Dark of the Sun, The Liquidator și The Train Robbers.

## Biografie
Taylor s-a născut la 11 ianuarie 1930 în Lidcombe, o suburbie a orașului Sydney, ca singurul copil al lui William Sturt Taylor, un antreprenor de construcții din oțel și a soției acestuia, Mona Taylor (născută Thompson), o scriitoare a peste o sută de povestiri scurte și cărți pentru copii. Numele său mijlociu vine de la stră-străunchiul său, căpitanul Charles Sturt, un explorator britanic a Australiei din secolul al XIX-lea.
Taylor s-a căsătorit cu cea de-a treia soție, Carol Kikumura, la 15 octombrie 1980. Este tatăl reporterului financiar de la CNN, Felicia Taylor (n. 1964), din a doua căsătorie cu modelul Mary Hilem (1 iunie 1963–18 septembrie 1969). Prima lui soție a fost modelul Peggy Williams (1951–54).
Taylor a suferit un atac de cord și a murit la 7 ianuarie 2015 la Los Angeles, California, la vârsta de 84 de ani, cu patru zile înainte să împlinească 85 de ani.

## Filmografie
- 1954 King of the Coral Sea (film de debut)
- 1954 Long John Silver
- 1955 The Virgin Queen
- 1955 Hell on Frisco Bay
- 1955 Top Gun
- 1956 Lume fără sfârșit (World Without End), regia Edward Bernds
- 1956 The Catered Affair
- 1956 Giant
- 1957 Raintree County
- 1958 Separate Tables
- 1958 Step Down to Terror
- 1959 Ask Any Girl
- 1960 Mașina timpului (The Time Machine), regia George Pal
- 1960 Colossus and the Amazon Queen
- 1961 O sută unu dalmațieni (One Hundred and One Dalmatians) (voce), regia Ken Anderson
- 1962 Seven Seas to Calais

- 1963 Păsările (The Birds), regia Alfred Hitchcock
- 1963 A Gathering of Eagles
- 1963 The V.I.P.s
- 1963 Duminică la New York (Sunday in New York), regia Peter Tewksbury
- 1964 Fate Is the Hunter
- 1964 36 de ore (36 Hours), regia George Seaton
- 1965 Young Cassidy
- 1965 The Liquidator
- 1965 Do Not Disturb
- 1966 The Glass Bottom Boat
- 1967 Hotel
- 1967 Chuka
- 1968 Dark of the Sun
- 1968 Nimeni nu aleargă mereu (Nobody Runs Forever / The High Commissioner), regia Ralph Thomas
- 1968 The Hell with Heroes
- 1970 Zabriskie Point, regia Michelangelo Antonioni
- 1970 Darker than Amber
- 1970 The Man Who Had Power Over Women
- 1971 Powderkeg (film TV)
- 1972 Family Flight (film TV)
- 1973 The Train Robbers
- 1973 Gli eroi (The Heroes)
- 1973 Trader Horn
- 1973 The Deadly Trackers
- 1974 Partisan (aka Hell River)
- 1975 Blondie
- 1976 A Matter of Wife... And Death (film TV)
- 1976 The Oregon Trail (film TV)
- 1977 The Picture Show Man
- 1979 The Treasure Seekers
- 1980 Cry of the Innocent (film TV)
- 1983 A Time to Die
- 1983 On the Run
- 1984 Terror in the Aisles
- 1985 Mask of Murder
- 1985 Half Nelson (film TV)
- 1985 Marbella, un golpe de cinco estrellas
- 1991 Danielle Steele's 'Palomino' (film TV)
- 1992 Grass Roots (film TV)
- 1995 Point of Betrayal
- 1996 Open Season
- 1998 Welcome to Woop Woop
- 1998 Warlord: Battle for the Galaxy (film TV)
- 2007 KAW (film TV)
- 2009 Ticăloși fără glorie (Inglourious Basterds), regia Quentin Tarantino